# 傳藝類最佳作曲獎 (金曲獎)
傳藝金曲獎傳藝類最佳作曲獎是由國立傳統藝術中心在臺灣舉辦的現行頒發獎項。

## 歷屆得獎暨入圍名單
|  | 獲獎者 |

### 最佳作曲獎（第8屆～第24屆）
| 年份 （屆次）   | 入圍作品                                                                              |
| --------------- | ------------------------------------------------------------------------------------- |
| 1997 （第8屆）  | 錢南章 《擊鼓》                                                                       |
| 1997 （第8屆）  | 金希文／《野葡萄》                                                                    |
| 1997 （第8屆）  | 潘皇龍／《莊嚴的嬉戲》                                                                |
| 1998 （第9屆）  | 錢南章 《馬蘭姑娘》                                                                   |
| 1998 （第9屆）  | 金希文／《流盪之星》                                                                  |
| 1998 （第9屆）  | 戴於吾／《黃鶴樓送孟浩然之廣陵》                                                      |
| 1999 （第10屆） | 蕭泰然 《悲歌》                                                                       |
| 1999 （第10屆） | 郭芝苑／《三首台灣民俗樂曲》                                                          |
| 1999 （第10屆） | 馬水龍／《晨曦》                                                                      |
| 1999 （第10屆） | 蕭泰然／《Ｄ調夜曲》                                                                  |
| 2000 （第11屆） | 林生祥 《我等就來唱山歌》                                                             |
| 2000 （第11屆） | 陳揚／《辦桌快樂多》                                                                  |
| 2000 （第11屆） | 許雅民／《飛霜六月因 鄒衍》                                                           |
| 2000 （第11屆） | 金希文／《甦醒的季節》                                                                |
| 2001 （第12屆） | 譚盾 《the eternal vow永恆的誓約》                                                    |
| 2001 （第12屆） | 鍾耀光／《疏影》                                                                      |
| 2001 （第12屆） | 黃輔棠／《台灣狂想曲》                                                                |
| 2001 （第12屆） | 錢南章／《我在飛翔組曲》                                                              |
| 2002 （第13屆） | 錢南章 《佛教涅槃曲》                                                                 |
| 2002 （第13屆） | 黃偟／《台灣舞曲no.1》                                                                |
| 2002 （第13屆） | 蘇文慶／《台灣追想曲》                                                                |
| 2002 （第13屆） | 賴德和／《擊樂三重奏－無題》                                                          |
| 2002 （第13屆） | 連雅文／《擊樂池》                                                                    |
| 2003 （第14屆） | 許雅民 《世紀歸零為環保而唱》                                                         |
| 2003 （第14屆） | Koji Sakurai／《蘋果之吻》                                                            |
| 2003 （第14屆） | 張曉雯／《回憶》                                                                      |
| 2003 （第14屆） | 彭靖／《七顆星星的詩篇》                                                              |
| 2003 （第14屆） | 彭靖／《牧神的夜宴》                                                                  |
| 2004 （第15屆） | 蕭泰然 《清唱劇－浪子》                                                               |
| 2004 （第15屆） | 楊聰賢／《奏鳴曲》                                                                    |
| 2004 （第15屆） | 盧炎／《歌》                                                                          |
| 2004 （第15屆） | 陳玫琪／《聽風的歌》                                                                  |
| 2004 （第15屆） | 潘皇龍／《螳螂捕蟬．黃雀在後》                                                        |
| 2005 （第16屆） | 錢南章 《「號聲響起」錢南章第一號交響曲》                                             |
| 2005 （第16屆） | 陸橒／《西秦王爺》                                                                    |
| 2005 （第16屆） | 劉學軒／《鬼忌》                                                                      |
| 2005 （第16屆） | 劉學軒／《第二二胡協奏曲》                                                            |
| 2005 （第16屆） | 史擷詠／《吳國主題之風起雲湧》                                                        |
| 2006 （第17屆） | 李和莆 《台灣是寶島第一篇：草螟弄雞公》                                               |
| 2006 （第17屆） | 阿鏜／《反出道觀》                                                                    |
| 2006 （第17屆） | 駱維道／《與春風做夥迎接年冬》                                                        |
| 2006 （第17屆） | 盧炎／《林中高樓》                                                                    |
| 2006 （第17屆） | 陳中申／《春天在哪呀─演唱版》                                                         |
| 2007 （第18屆） | 史擷詠 《夢土．部落之心》                                                             |
| 2007 （第18屆） | 李善單、嚴琲玟／《圓滿》                                                              |
| 2007 （第18屆） | 錢南章／《娜魯灣》                                                                    |
| 2008 （第19屆） | 何訓田 《秘厘圖》                                                                     |
| 2008 （第19屆） | 黃燕忠／《豐年祭》                                                                    |
| 2008 （第19屆） | 何訓田／《神香》                                                                      |
| 2008 （第19屆） | 許雅民／《啟示錄 前卷-另人驚嘆的未來世界》                                            |
| 2009 （第20屆） | 盧炎 《十方協奏曲—給雙鋼琴與打擊樂團 Forum Music Concerto for 2 pianos & percussion》 |
| 2009 （第20屆） | 李志純／《柳絮》                                                                      |
| 2009 （第20屆） | 楊聰賢／《聲簾之外 Beyond the Sound Curtain》                                         |
| 2009 （第20屆） | 盧亮輝／《圓相世界－交響詩》                                                          |
| 2009 （第20屆） | 何訓田／《如來如去》                                                                  |
| 2010 （第21屆） | 蕭泰然 《家園的回憶》                                                                 |
| 2010 （第21屆） | 梁啟慧／《赤壁之後》                                                                  |
| 2010 （第21屆） | 黃輔棠／《蕭峰交響詩》                                                                |
| 2010 （第21屆） | 鍾耀光／《胡旋舞》                                                                    |
| 2010 （第21屆） | 金希文／《牧者守著他的羊群》                                                          |
| 2011 （第22屆） | 張瓊櫻 《射日》                                                                       |
| 2011 （第22屆） | 吳馬丁（Martijn Vanbuel）／《Anouar 阿努瓦》                                          |
| 2011 （第22屆） | 盧盈豪／《紅色狂想曲 向＜四季紅＞致意》                                               |
| 2011 （第22屆） | 黃輔棠／《雨夜花主題變奏曲》                                                          |
| 2011 （第22屆） | 三寶／《盛唐時期》                                                                    |
| 2012 （第23屆） | 李哲藝 《絃舞I》                                                                      |
| 2012 （第23屆） | 鍾耀光／《第一薩克斯風協奏曲 給中音薩克斯風與國樂團》                                 |
| 2012 （第23屆） | 謝世嫻／《佛朗明歌》                                                                  |
| 2012 （第23屆） | 徐頌仁／《鋼琴協奏曲－《落大雨》主題變奏》                                            |
| 2012 （第23屆） | 連雅文／《十六個太陽一把傘》                                                          |
| 2013 （第24屆） | 鍾耀光 《Works for Percussion and Chinese Orchestra》                                 |
| 2013 （第24屆） | 李哲藝／《【廟埕】Temple Square》                                                     |
| 2013 （第24屆） | 許常惠／《舞劇音樂〈嫦娥奔月〉，為管弦樂團，作品22》                                  |
| 2013 （第24屆） | 錢南章／《常動曲》                                                                    |
| 2013 （第24屆） | 郭芝苑／《六首鋼琴小曲(心像、悲歌、譏諷的、搖籃曲、鄉村舞曲、觸技曲)》                |

### 最佳創作獎（第25屆～第27屆）
| 年份 （屆次）   | 入圍作品                                                                                |
| --------------- | --------------------------------------------------------------------------------------- |
| 2014 （第25屆） | 賴德和 《悲歌》                                                                         |
| 2014 （第25屆） | 蕭泰然／《福爾摩沙三重奏》                                                              |
| 2014 （第25屆） | 楊聰賢／《讚竹》                                                                        |
| 2014 （第25屆） | 洪千惠／《默娘傳奇》                                                                    |
| 2014 （第25屆） | 余光中／《答案》                                                                        |
| 2015 （第26屆） | 馬水龍 鄭秋美、簡光雄 《鴻門宴》(馬水龍《霸王虞姬》交響組曲) 《美麗的故鄉太魯閣》(東拓) |
| 2015 （第26屆） | 鍾耀光／《北管交響曲》(樂典10—楊聰賢、洪崇焜、曾毓忠、鍾耀光)                           |
| 2015 （第26屆） | 洪崇焜／《Vox Naturae》(樂典10—楊聰賢、洪崇焜、曾毓忠、鍾耀光)                          |
| 2015 （第26屆） | 周夢蝶／《行到水窮處》(《願》冉天豪合唱創作集)                                          |
| 2015 （第26屆） | 劉至軒／《阿斯圖里亞斯》(韻迴30—輝煌時光)                                               |
| 2015 （第26屆） | 李文智 Peter Lee／《Regina Pretioso》(Greensleeves 綠袖子)                              |
| 2016 （第27屆） | 陸橒 錢南章 李哲藝 《陣》 《小河淌水》 《月夜愁》                                       |
| 2016 （第27屆） | 柯芳隆／《鑼聲》                                                                        |
| 2016 （第27屆） | 眭澔平／《悲歡小夜曲》                                                                  |
| 2016 （第27屆） | 陳怡蒨／《龍船》                                                                        |

### 最佳創作獎作曲類（第28屆、第29屆）
| 年份 （屆次）   | 入圍作品                                                       |
| --------------- | -------------------------------------------------------------- |
| 2017 （第28屆） | 陳中申 《扮仙》                                                |
| 2017 （第28屆） | 蕭泰然／《<福爾摩沙>鋼琴三重奏 作品58 The Formosa Trio Op.58》 |
| 2017 （第28屆） | 石青如／《猛虎難敵猴群論》                                     |
| 2018 （第29屆） | 李英 《寂靜山徑》                                              |
| 2018 （第29屆） | 史茵茵／《送給阿嬤的歌》                                       |
| 2018 （第29屆） | 劉長遠／《海印鐘聲》                                           |

### 最佳作曲獎（第30屆～至今）
| 年份 （屆次）                                    | 入圍作品                                                             |
| ------------------------------------------------ | -------------------------------------------------------------------- |
| 2019 （第30屆）                                  | 賴德和 《咬舌詩》                                                    |
| 2019 （第30屆）                                  | 李志純／《琵抱豎笛攜 Prospective Congruence》                        |
| 2019 （第30屆）                                  | 萬益嘉／《群山歡唱》                                                 |
| 2019 （第30屆）                                  | 徐松榮／《交響詩<杜十娘怒沉百寶箱>》                                 |
| 2019 （第30屆）                                  | 張昊／《交響詩<大理石花>》                                           |
| 2020 （第31屆）                                  | 魏樂富 《暗夜的螃蟹》                                                |
| 2020 （第31屆）                                  | 王乙聿／《臺灣最美風景》                                             |
| 2020 （第31屆）                                  | 林佳瑩／《凝視》                                                     |
| 2020 （第31屆）                                  | 邱浩源／《〈明晨之簾〉為擊樂三重奏》                                 |
| 2020 （第31屆）                                  | 楊聰賢／《山水寮札記》                                               |
| 2020 （第31屆）                                  | 賴德和／《〈春水〉鋼琴三重奏》                                       |
| 2021 （第32屆）                                  | 潘皇龍 《夢遊女》                                                    |
| 2021 （第32屆）                                  | Edgar L. Macapili（萬益嘉）／《Darang tu Ina Nay yan走向母親的國度》 |
| 2021 （第32屆）                                  | 林京美／《〈謐〉給弦樂團》                                           |
| 2021 （第32屆）                                  | 賴德和／《鄉音III》                                                  |
| 2021 （第32屆）                                  | 瞿春泉／《絕谷探道 二胡協奏曲》                                      |
| 2022 （第33屆）                                  | 林京美 《嘹聲長吟》                                                  |
| 2022 （第33屆）                                  | 王怡雯／《客家幻想曲》                                               |
| 2022 （第33屆）                                  | 任重／《〈夜炫〉雙二胡協奏曲》                                       |
| 2022 （第33屆）                                  | 李元貞／《美濃之道》                                                 |
| 2022 （第33屆）                                  | 李哲藝／《臺灣眼世界心──環球遊記》                                   |
| 2022 （第33屆）                                  | 郭靖沐／《鴨三聊聊》                                                 |
| 2023 （第34屆）                                  | 余忠元 《人生七章》                                                  |
| 2023 （第34屆）                                  | 林京美／《福爾摩沙映畫》                                             |
| 2023 （第34屆）                                  | 馬定一／《〈新作白衫白雪雪〉幻想曲》                                 |
| 2023 （第34屆）                                  | 盧亮輝／《冬》                                                       |
| 2023 （第34屆）                                  | 蕭慶瑜／《長路》                                                     |
| 2024 （第35屆）                                  | 顏名秀 《孤塵》                                                      |
| 2024 （第35屆）                                  | 王辰威／《打擊樂協奏曲〈商銅〉第三樂章〈鼎：國權的象徵〉》           |
| 2024 （第35屆）                                  | 余忠元／《緣》                                                       |
| 2024 （第35屆）                                  | 關迺忠／《〈拉薩行〉第三樂章〈天葬〉》                               |
| 2024 （第35屆）                                  | 蘇文慶／《〈行雲流水〉二胡協奏曲》                                   |
| 2025 （第36屆）                                  |                                                                      |
| 董昭民／《月嬉》                                 |                                                                      |
| 王乙聿／《賽德克的回聲》                         |                                                                      |
| 李元貞／《新（野蠻）巴洛克采風──遙想新港1636年》 |                                                                      |
| 鍾耀光／《〈賞蓮〉古箏協奏曲》                   |                                                                      |
| 陳茂萱／《交響詩 Y²＝X(X+Y)》                    |                                                                      |

## 外部連結
- 國立傳統藝術中心 （页面存档备份，存于）
- 第35屆傳藝金曲獎 （页面存档备份，存于）
- 傳藝金曲獎的Facebook專頁